# Juliane Besters-Dilger
Juliane Besters-Dilger (* 27. August 1952 in Bensberg) ist eine deutsche und österreichische Slawistin.

## Leben
Nach dem Studium der Slawistik und Romanistik in Köln, Freiburg im Breisgau und Grenoble und der Promotion „summa cum laude“ 1987 mit der Dissertation Zur Negation im Russischen und Polnischen war sie von 1988 bis 1990 wissenschaftliche Referentin, dann Leiterin des Wissenschaftlichen Stabes an der Akademie der Wissenschaften zu Berlin in Berlin (West). 1990 erfolgte die Habilitation für Slavische Philologie mit der zweiteiligen Habilitationsschrift Andrej M. Kurbskij als Übersetzer und Die Dogmatik des Johannes von Damaskus in der Übersetzung des Fürsten Andrej M. Kurbskij an der Albert-Ludwigs-Universität Freiburg.
1990 wurde Besters-Dilger Geschäftsführerin des Frankreich-Zentrums der Universität Freiburg, zugleich wirkte sie als Gastdozentin für Slavische Sprachwissenschaft an der Universität Basel. 1993 erhielt sie den Ruf auf die Professur für Russische und ostslawische Sprachwissenschaft am Institut für Slawistik der Universität Wien, den sie 1994 annahm. Nach 13 Jahren in Wien kehrte sie 2007 an die Universität Freiburg zurück, wo sie von 1. Juli 2007 bis 30. September 2014 den Lehrstuhl für Slavische Philologie innehatte und das Slavische Seminar leitete. Von 1. Oktober 2014 bis 30. September 2020 war sie Prorektorin für Studium und Lehre der Albert-Ludwigs-Universität Freiburg. Seit 1. Oktober 2020 ist sie im Ruhestand.
Besters-Dilger ist verwitwet und Mutter zweier Söhne.

## Schriften (in Auswahl)
- Second language acquisition in complex linguistic environments. Russian native speakers acquiring standard and non-standard varieties of German and Czech. Peter Lang Verlag, Frankfurt a. M. 2016 (mit Hana Gladkova), ISBN 978-3-653-06938-9.
- Andrej M. Kurbskij als Übersetzer. Zur kirchenslavischen Übersetzungstechnik im 16. Jahrhundert. Weiher Verlag, Freiburg i.Br. 1992, ISBN 978-3-921940-22-8.
- Zur Negation im Russischen und Polnischen. Verlag Otto Sagner, München 1988, ISBN 978-3-87690-386-6.